# Drumul către Ninja: Naruto Filmul
Drumul către Ninja: Naruto Filmul al seriei anime Naruto: Shippuden se bazează pe seria manga Naruto de Masashi Kishimoto. Drumul către Ninja: Naruto Filmul din Naruto: Shippuden, serie de anime, este regizat de Hayato Date și produs de Studioul Pierrot și TV Tokyo și a avut premiera pe data de 28 iulie 2012 la cinema în Japonia.

## Povestea
Zece ani în urmă, o fiară demon gigantică cunoscută sub numele de Vulpea cu Nouă Cozi a fost eliberată din Jinchuriki-ul său printr-un Shinobi necunoscut ce poartă o mască. Satul Frunzei a fost aproape de distrugere de atacul lui Nouă Cozi, dar satul a fost salvat de către liderul său. Minato Namikaze și soția lui Kushina Uzumaki, ea care a fost Jinchuriki-ul demonului. În momentul în care Minato Namikaze a sigilat demonul în trupul său și noul lor fiu născut, Naruto Uzumaki. Cu toate acestea, acest act de salvare a satului le-a costat viața lor și au lăsat viitorul lumii ninja în mâinile lui Naruto. Cu demonul vulpe sigilat, lucrurile au continuat în mod normal. Cu toate acestea, pacea satului nu a durat mult timp, pentru Pain, Konan, Itachi Uchiha, Kisame Hoshigaki, Sasori, Deidara, Hidan și Kakuzu, membri ai unui grup de Shinobi temuți numit Akatsuki, atacă Satul Frunzei. Naruto reușește să lanseze restrictiv un contra-atac, dar de ce au apărut acești Shinobi când toți aceștia au fost morți. Misterul rămâne, iar Shinobi sunt lăudați de către familiile lor pentru finalizarea unei astfel de misiuni periculoase. Cu toate acestea, unul dintre ei, care nu a cunoscut niciodată fețele părinților săi, simțindu-se singur, acesta fiind Naruto Uzumaki. În acel moment, dintr-o dată, bărbatul mascat își face apariția în Satul Frunzei. Naruto Uzumaki și Sakura Haruno sunt amândoi atacați de omul misterios.